# Siège de Doullens (1595)
Huitième guerre de Religion (1585–1598)
Batailles
Guerres de Religion en France
Prélude
- Mérindol (1545)
- Amboise (1560)
- Colloque de Poissy (1561)

Première guerre de Religion (1562-1563)
- Édit de Saint-Germain (1562)
- Massacre de Wassy (1562)
- Toulouse (1562)
- Vergt (1562)
- Rouen (1562)
- Dreux (1562)
- Orléans (1563)
- Paix d'Amboise (1563)

Deuxième guerre de Religion (1567-1568)
- Surprise de Meaux (1567)
- Michelade (1567)
- Saint-Denis (1567)
- Chartres (1568)
- Paix de Longjumeau (1568)

Troisième guerre de Religion (1568-1570)
- Jarnac (1569)
- La Roche-l'Abeille (1569)
- Poitiers (1569)
- Orthez (1569)
- Montcontour (1569)
- Saint-Jean-d'Angély (1569)
- Arnay-le-Duc (1570)
- Rabastens (1570)
- Paix de Saint-Germain-en-Laye (1570)

Quatrième guerre de Religion (1572-1573)
- Saint-Barthélemy (1572)
- Sancerre (1572-1573)
- Sommières (1573)
- La Rochelle (1573)

Cinquième guerre de Religion (1574-1576)
- Dormans (1575)
- Édit de Beaulieu (1576)

Sixième guerre de Religion (1577)
- Paix de Bergerac (1577)
- Édit de Poitiers (1577)

Septième guerre de Religion (1579-1580)
- Traité de Nérac (1579)
- Paix du Fleix (1580)

Huitième guerre de Religion (1585-1598) 
Guerre des Trois Henri

- Traité de Joinville (1584)
- Édit de Nemours (1585)
- Jarrie (1587)
- Coutras (1587)
- Vimory (1587)
- Auneau (1587)
- Journée des Barricades (1588)
- Arques (1589)
- Ivry (1590)
- Paris (1590)
- Journée des Farines (1591)
- Chartes (1591)
- Poncharra (1591)
- Châtillon (1591)
- Rouen (1591-1592)
- Craon (1592)
- Port-Ringeard (1593)
- Fort Crozon (1594)
- Fontaine-Française (1595)
- Doullens (1595)
- Amiens (1597)
- Édit de Nantes (1598)

Rébellions huguenotes (1621-1629)
- Saumur (1621)
- Saint-Jean-d'Angély (1621)
- La Rochelle (1621)
- Montauban (1621)
- Riez (1622)
- Royan (1622)
- Sainte-Foy (1622)
- Nègrepelisse (1622)
- Saint-Antonin (1622)
- Montpellier (1622)
- Saint-Martin-de-Ré (1622)
- Traité de Montpellier (1622)
- Blavet (1625)
- Île de Ré (1625)
- Traité de Paris (1626)
- Saint-Martin-de-Ré (1627)
- La Rochelle (1627-1628)
- Privas (1629)
- Alès (1629)
- Montauban (1629)
- Paix d'Alès (1629)

Révocation de l'édit de Nantes (1685)
Le siège de Doullens, également connu sous le nom de prise espagnole de Doullens, se déroule du 14 au 31 juillet 1595 dans le cadre de la guerre franco-espagnole (1595-1598), dans le contexte des guerres de religion, en France. Le siège se solde par une victoire espagnole.

## Contexte historique
Pendant les guerres de religion en France, la monarchie espagnole, se posant en défenseur du catholicisme, intervenait régulièrement en faveur de la Ligue qui regroupait les catholiques français les plus intransigeants. C'est ainsi que lors du siège de Paris de 1590, le roi Henri IV fut vaincu, ce qui le conduisit à se convertir au catholicisme pour être sacré roi de France dans la cathédrale de Chartres, le 27 février 1594.
En 1595, Henri IV de France déclarait la guerre à l'Espagne, qui tentait de prendre le contrôle de grandes parties du nord de la France. Le 20 février 1595, le comte de Fuentes devint gouverneur général des Pays-Bas espagnols.
En juin 1595, les troupes d'Henri de La Tour d'Auvergne, duc de Bouillon, et de François d'Orléans-Longueville, s'emparèrent de la ville de Ham, en Picardie, et y massacrèrent la petite garnison espagnole. Pendant ce temps, les troupes du comte de Fuentes, 5 000 soldats espagnols (4 000 fantassins et 1 000 cavaliers), s'emparèrent de la place forte du Catelet, au nord-est de la Picardie. Renforcées par 3 000 hommes supplémentaires, les troupes de Fuentes poursuivirent leur offensive vers l'ouest et, le 14 juillet, arrivèrent devant Doullens et en commencèrent le siège.

## Prise de Doullens par les Espagnols

### Échec des assauts français
À la nouvelle de l'arrivée des Espagnols devant Doullens, le duc de Bouillon, François d'Orléans et André de Brancas, marchèrent au secours de la ville assiégée. La garnison française de Doullens disposait de solides défense et espérait être bientôt délivrée.
Le 24 juillet, l'armée des Français arrivèrent aux alentours de Doullens. Brancas se précipita pour soulager la ville sans attendre les renforts de Louis de Gonzague-Nevers.
Fuentes plaça une partie de son armée, environ 2 000 à 3 000 hommes, sous le commandement de Carlos Coloma, pour intercepter les forces françaises.
Brancas lança une attaque de cavalerie imprudente contre les Espagnols qui fut repoussée, causant de lourdes pertes aux Français. Les Français furent encerclées par les Espagnols, l'infanterie fut taillée en pièce, ses munitions, équipements, drapeaux et fournitures tombant aux mains de l'ennemi. Brancas fait prisonnier fut exécuté par une balle dans la tête.

### Les Espagnols maîtres de Doullens
Le 31 juillet, les Espagnols prirent d'assaut Doullens tuant nombre de militaires et de civils, en criant : « Souvenez-vous de Ham », en représailles au massacre de la garnison espagnole de Ham par les soldats français sous les ordres de Bouillon.
Après la prise de la ville, Fuentes laissa Doullens sous le commandement de Charles-Bonaventure de Longueval, comte de Bucquoy avec 1 500 hommes. Fuentes put ainsi s'avancer avec le gros de l'armée sur l'importante ville-forteresse de Cambrai.

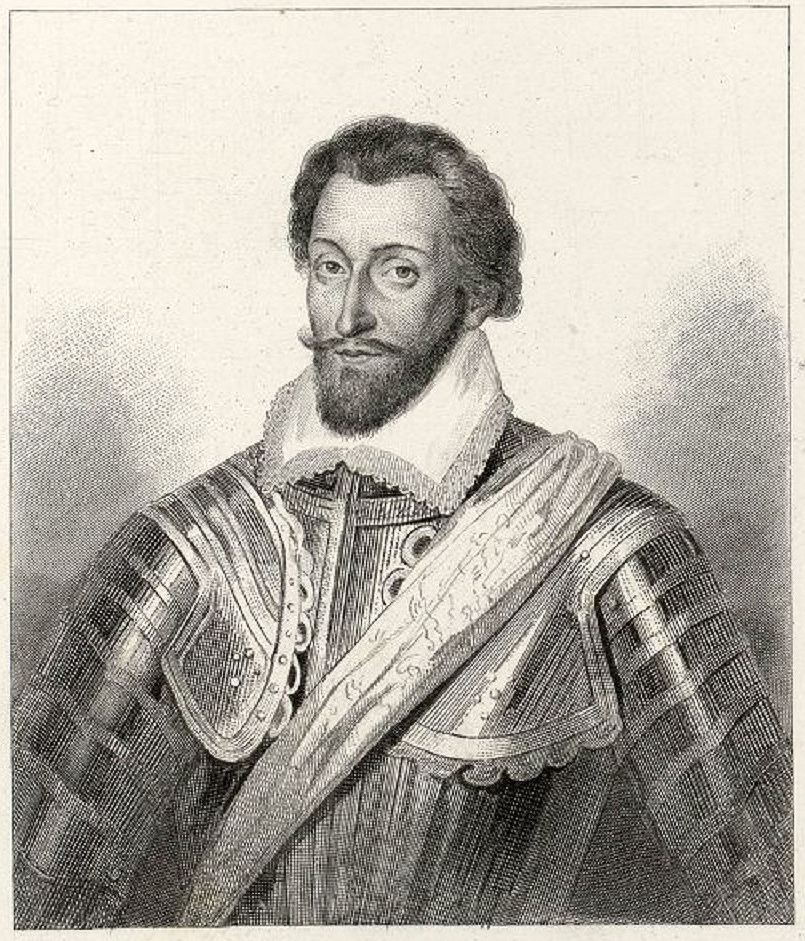
André de Brancas, Amiral de France par Léopold Massard.
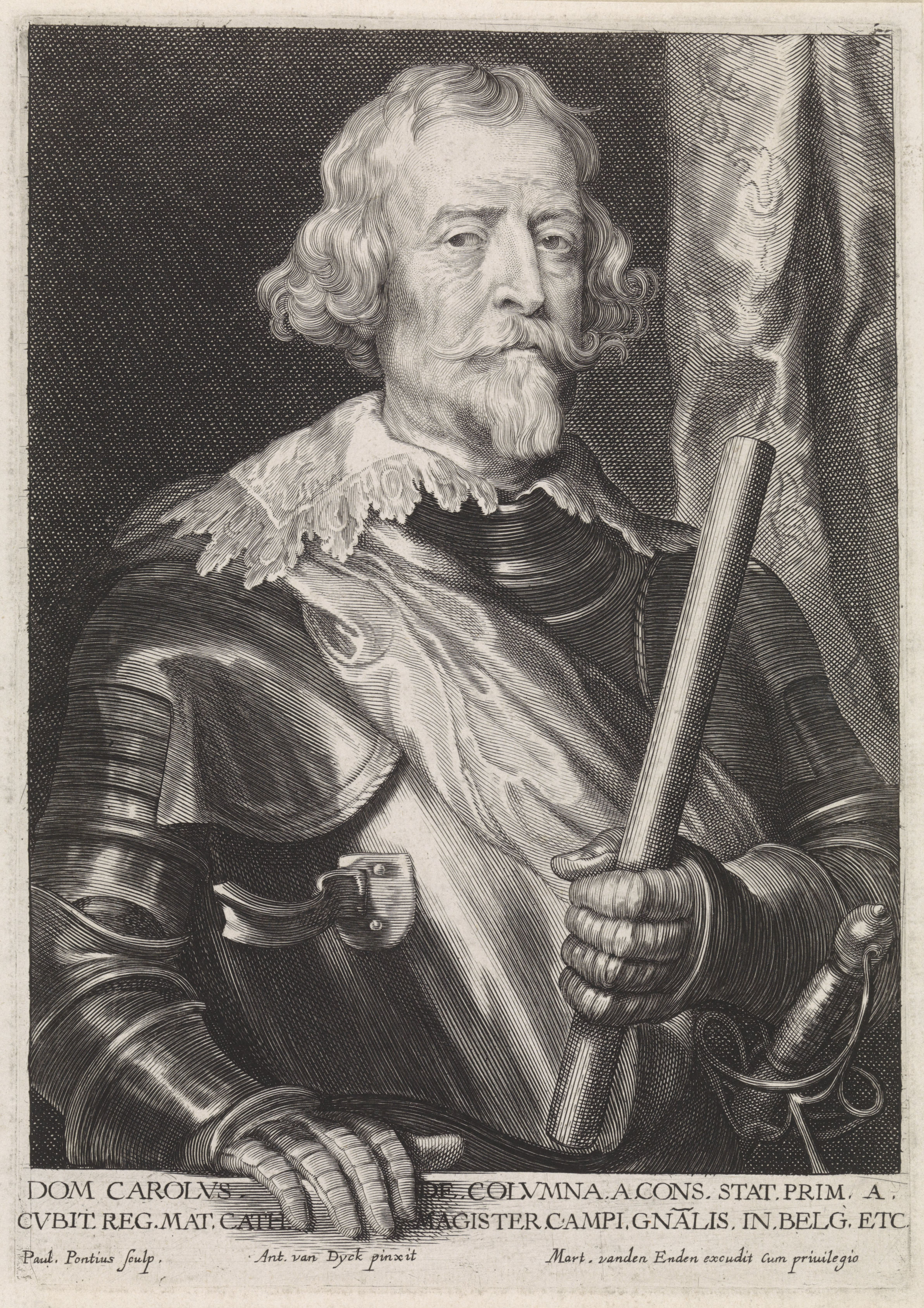
Carlos Coloma par Antoine van Dyck.
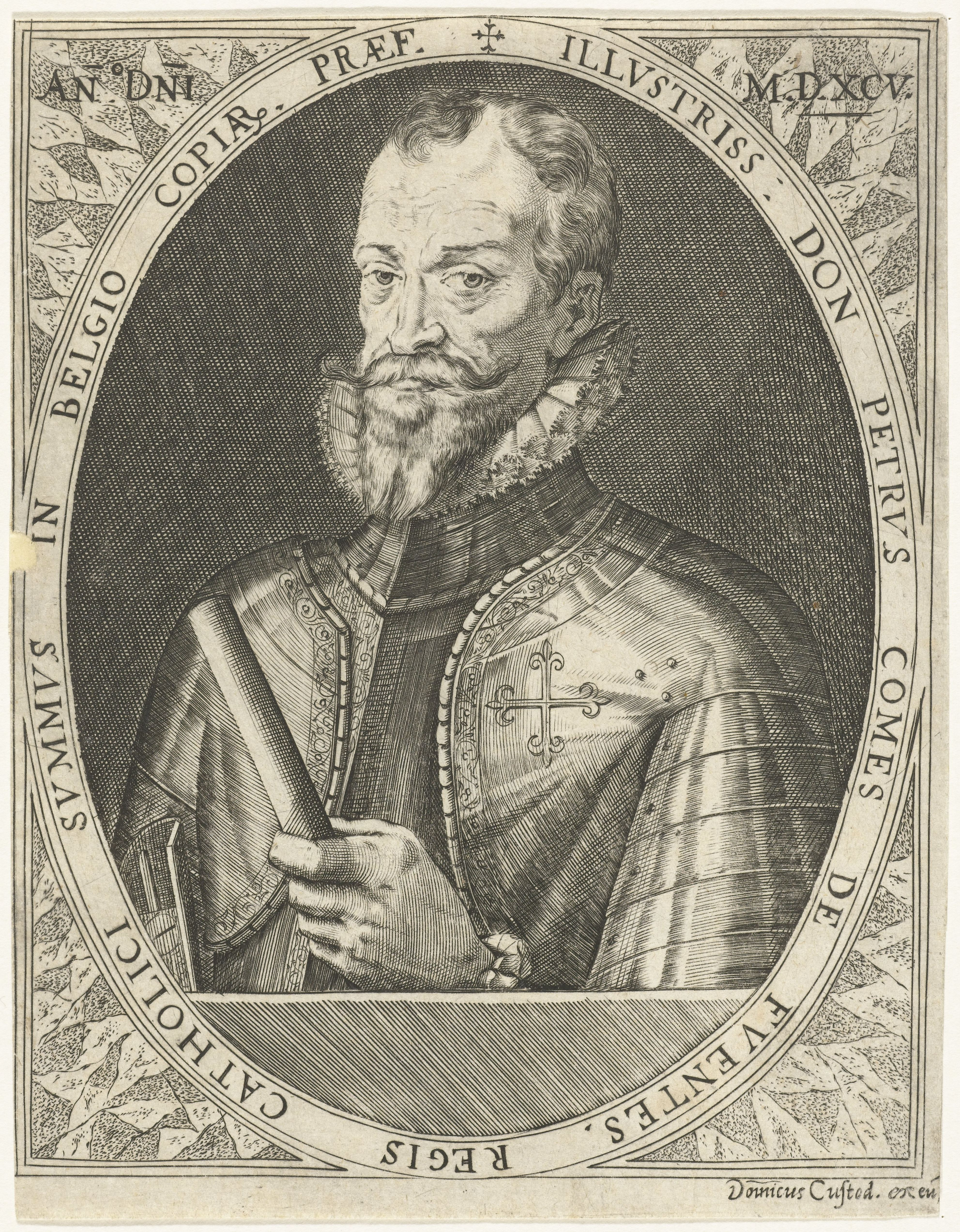
Pedro Enríquez de Acevedo, comte de Fuentes par Dominicus Custos.

## Bilan et conséquences
Doullens resta aux mains des Espagnols jusqu'à la paix de Vervins en 1598.
Cette défaite réduisit encore les forces du roi de France en Picardie, et le duc de Bouillon s'enfuit à Amiens avec ce qu'il restait de l'armée française.
En 1597, les Espagnols parvinrent à s'emparer de la ville d'Amiens sans coup férir.
Après la signature de la paix de Vervins, Henri IV, décida en 1599 de confier à l'ingénieur Jean Errard la modernisation et le renforcement de la citadelle de Doullens.